# Уэлсли (Массачусетс)
Уэлсли — городок в США в штате Массачусетс. По данным переписи 2000 года, его население составляло 26 613 человек.

## Демография
Согласно переписи 2000 г. в городе насчитывалось 26 613 жителей, 8 594 домашних хозяйств и 6 540 семей. Плотность населения составляет 1009,4 человек / км².
В городе насчитывается 8 594 домашних хозяйства, из которых 39,9 % имели детей в возрасте до 18 лет, проживающих с родителями, 67,2 % были женатыми парами, в 7,1 % семей женщины проживали без мужей, а 23,9 % не имели семьи. 20,7 % всех домохозяйств состоят из отдельных лиц, а 10,5 % из одиноких людей в возрасте 65 лет и старше. Средний размер домохозяйства 2,7 челоовек, а средний размер семьи 3,14.
По возрасту население было распределено следующим образом: 25,1 % были моложе 18 лет, 13,9 % — от 18 до 24 лет, 22,9 % — от 25 до 44 лет, 24,2 % — от 45 до 24 лет. 60 и 13,9 % 65 лет и старше.
Средний возраст составлял 38 лет. На каждые 100 женщин возрастом 18 лет и старше насчитывалось 71,1 мужчин.
Средний доход семьи составлял 113 686 долларов, а средний доход семьи — 134 769 долларов. Средний доход мужчин составляет 100 000 долларов США по сравнению с 53 007 долларами США для женщин. Доход на душу населения в городе составляет 52 866 долларов. Около 2,4 % семей и 3,8 % населения жили за чертой бедности .
Город известен наличием нескольких престижных университетов, таких как колледж Уэллсли, колледж Бэбсона и кампус муниципального колледжа Массачусетского залива.